# Lommegöl (Kråksmåla socken, Småland)
Lommegöl är en sjö i Nybro kommun i Småland och ingår i Alsteråns huvudavrinningsområde.